# Sjarief
Een sjarief of sjarif Sharif (Arabisch voor "Heer") is een traditionele Arabische titel die in Arabische landen wordt gegeven aan nakomelingen van Mohammed.
Er zijn twee takken: de Hassanieden en de Hoessainieden. Mohammed had één dochter, Fatima Zahra, die, samen met haar man Ali ibn Aboe Talib, op haar beurt weer twee zonen kreeg: Hassan en Hoessein. De (mannelijke) afstammelingen van Hassan krijgen bij voorkeur de titel "sjarief" en de (mannelijke) afstammelingen van Hoessein krijgen bij voorkeur de titel Sayyid, maar de titels worden door elkaar en naast elkaar gebruikt. Zowel mannelijke als vrouwelijke nakomelingen kunnen de titel krijgen. Een vrouwelijke nakomeling krijgt ook de titel "Sjariefa". Ook kunnen de nakomelingen van vrouwelijke afstammelingen heden de titel krijgen van "Sayyid" of "Sjarief" . Dit gebeurt vooral in landen zoals Egypte.
In de Orde van Oman krijgen de "eerwaarde sjariefen" een bijzondere graad in de orde toegekend.